# 凱斯滕霍爾茨

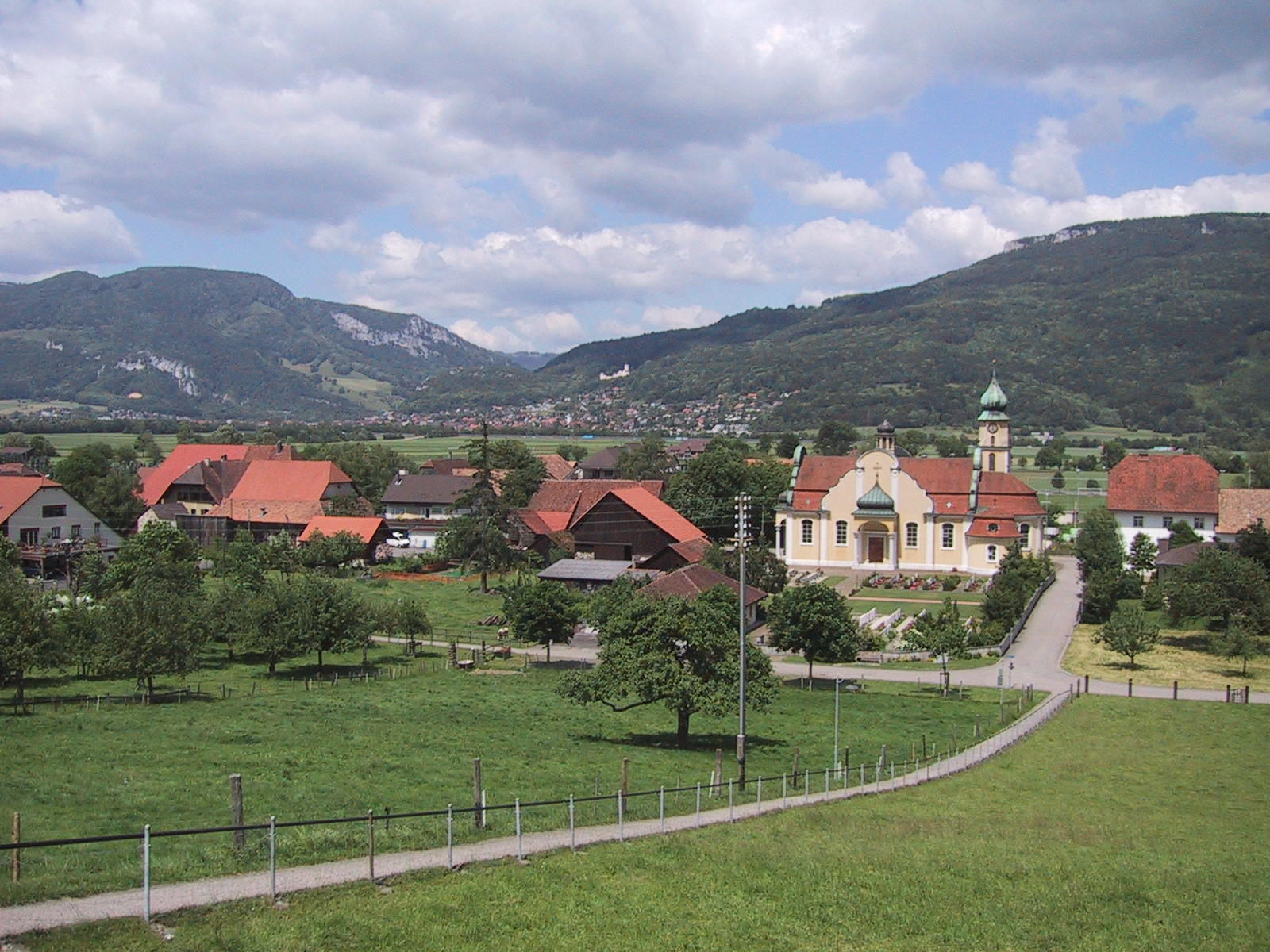

凱斯滕霍爾茨是瑞士的城鎮，位於該國北部，由索洛圖恩州負責管轄，面積8.58平方公里，海拔高度450米，2012年人口1,724，七成人口信奉羅馬天主教，人口密度每平方公里201人。

## 外部連結
- Official website（页面存档备份，存于） （德文）